# Josip Jelačić
Grof Josip Jelačić Bužimski, hrvaški ban, politik in general,* 10. oktober 1801, Petrovaradin, Habsburška monarhija (danes Srbija), † 20. maj 1859, Zagreb, Avstrijsko cesarstvo (danes Hrvaška). Kot hrvaški ban je služboval med 23. marcem 1848 in 19. majem 1859. Bil je član rodbine Jelačićev in pomemben vojaški general. V spominu je ostal zaradi odprave tlačanstva na Hrvaškem. 
Leta 1848 je skupaj s feldmaršalom Alfredom I. Windisch-Graetzem sodeloval pri zatrtju madžarske revolucije leta 1848 in kasneje pri zatrtju marčne revolucije na Dunaju. 
| Politične funkcije          | Politične funkcije                    | Politične funkcije                         |
| --------------------------- | ------------------------------------- | ------------------------------------------ |
| Predhodnik: Juraj Haulik    | Hrvaški ban 1848–1859                 | Naslednik: Janez Krstnik Coronini-Cronberg |
| Predhodnik: Matija Rukavina | Glavar Kraljevine Dalmacije 1848–1858 | Naslednik: Lazar Mamula                    |

1. ↑  data.bnf.fr: platforma za odprte podatke — 2011.
2. ↑  Encyclopædia Britannica
3. 1 2  Елачич Йосип // Большая советская энциклопедия: [в 30 т.] — 3-е изд. — Moskva: Советская энциклопедия, 1969.
4. ↑  Record #118776088 // Gemeinsame Normdatei — 2012—2016.
5. ↑  Dr. Constant v. Wurzbach Jellačić de Bužim, Joseph Graf // Biographisches Lexikon des Kaiserthums Oesterreich: enthaltend die Lebensskizzen der denkwürdigen Personen, welche seit 1750 in den österreichischen Kronländern geboren wurden oder darin gelebt und gewirkt haben — Wien: 1856. — Vol. 10. — S. 140.